# Jean Andersen
 Jean Andersen  (nacido el 17 de junio de 1988, en Ciudad del Cabo) es un tenista profesional sudafricano.

## Carrera
Su mejor ranking individual es el Nº 624 alcanzado el 25 de octubre de 2010, mientras que en dobles logró la posición 190 el 18 de marzo de 2013.
No ha logrado hasta el momento títulos de la categoría ATP ni de la ATP Challenger Tour, aunque sí ha obtenido varios títulos Futures tanto en individuales como en dobles.

### Copa Davis
Desde el año 2013 es participante del Equipo de Copa Davis de Bielorrusia. Tiene en esta competición un récord total de partidos ganados/perdidos de 0/2 (0/1 en individuales y 0/1 en dobles).